# Gary L. Francione
Gary Lawrence Francione (* 29. května 1954 New York) je profesor práv z USA. Známým se stal hlavně díky své práci o abolicionistické teorii práv zvířat. Byl prvním, kdo tuto tematiku zavedl do pravidelného studijního plánu Rutgersovy univerzity (od roku 1989). Jeho práce se zaměřuje na následující teze:
1. Status mimolidských zvířat jako něčího majetku by měl být zrušen. Za morální imperativ u toho považuje veganství.
2. Je nutné rozlišovat práva zvířat a welfarismus. Většina organizací, které obhajují zvířata, tyto dva přístupy nerozlišuje dostatečně jasně. Tvrdí, že nezáleží na způsobu využívání zvířat, nýbrž že jejich využívání samotné je problematické. Když se člověk snaží regulovat vykořisťování zvířat, upevňuje tak paradigma, že využívání mimolidských zvířat člověkem je v pořádku. Tvrdí, že zlepšování životních podmínek zvířat může způsobovat to, že veřejnost bude mít menší etický problém s konzumací zvířat a produktů z nich.
3. Jako relevantní kritérium pro zavedení práv zvířat uvádí Francione výhradně sentienci, s níž se podle něj vyskytuje sebeuvědomění a zájem o vlastní život. Tímto se odlišuje od Singera, který za relevantní považuje jiné kognitivní charakteristiky.

## Akademické formování
Francione obdržel bakalářský titul z filosofie na Rochesterské univerzitě. Kvalifikoval se na stipendium od společnosti Phi Beta Kappa, což mu umožnilo jet studovat do Velké Británie. Magisterský titul a titul doktora práv obdržel na Univerzitě ve Virginii. Následně dělal editora časopisu Virgninia Law Review. Během následujících letech asistoval soudci Albertovi Tate, Jr. a také soudkyni Nejvyššího soudu Spojených států, Sandře Day O'Connor. Roku 1984 obdržel telefonát z Pensylvánské univerzity, která mu nabídla, že by mohl učit právní vědu. Roku 1987 se stal kmenovým pedagogickým zaměstnancem této školy. Od roku 1989 je součástí pedagogického sboru Rutgersovy univerzity. Byl hostujícím profesorem na několika univerzitách v USA i Evropě (např. na Madridské univerzitě).
Roku 1990 Francione spolu s prof. Annou Charlton započali Rutgers Animal Rights Project, ve kterém studenti dostávali akademické kredity za práci na případech, zahrnujících zvířata. Projekt uzavřeli roku 2000, ale nadále pokračují ve výuce teorie práv zvířat, zákona o ochraně zvířat, lidská práva a práva zvířat. Francione také vyučuje kriminální zákon, kriminální proceduru a právní filosofii. První kurz o právech zvířat a zákoně na ochranu zvířat učil roku 1989. Roku 1995 The New York Times napsal, že Centrum práv zvířat na Rutgersově univerzitě má denně 200 telefonátů, ale že přes polovinu případů Francione prohrává, protože je příliš striktní.
Francione je také aktivní ve veřejné debatě o východiscích z klimatické krize, roku 2018 podepsal otevřený dopis britské vládě, který ji obviňoval z nedostatečné ochrany klimatu a životního prostředí. Podpořil tak Extinction Rebellion, environmentální hnutí občanské neposlušnosti, vyžadující akci ohledně klimatické krize a dekarbonizaci společnosti.

## Právní welfarismus
Ve své knize Animals, Property and the Law (Zvířata, majetek a zákon) zavedl Francione pojem právní welfarismus (legal welfarism). Základem jeho teorie je, že z klasické pozice ochranářství zvířat – tedy že by se nemělo způsobovat zbytečné utrpení – lze odvodit požadavek na práva zvířat. Jenže zákony, které vyžadují „humánní“ zacházení se zvířaty a to, aby jim nebylo způsobováno zbytečné utrpení, ve skutečnosti mnoho ochrany zvířatům neposkytují. Srovnávání váhy zájmů obou stran není možné. A to z toho důvodu, že mimolidská zvířata mají dle zákona hodnotu pouze jako komodity a jejich zájmy nejsou brány morálně v potaz. Takže ačkoli existují zákony, které mají mimolidská zvířata chránit, lidé s nimi zachází způsoby, které bychom nazývali mučením, v případě, že by se jednalo o člověka. Bylo by sice možné zvyšovat množství opatření na ochranu zvířat, ale to pouze do té doby, než by se to stalo příliš drahým.
Podle Franciona není právní welfarismus způsobilý rozpoznat inherentní hodnotu zvířat. Jejich hodnota je v právním welfarismu totiž odvozována pouze od jejich účelu jako majetku, např. pro produkci jídla. V rámci tohoto paradigmatu se ptáme, jaká míra utrpení je přípustná za účelem dosažení našeho cíle. Jestliže se například zvířata využívaná v zemědělství kastrují nebo značkují, pokládáme to za nutné, protože o těchto zvířatech předpokládáme, že netrpí zbytečně.

## Kritika „hnutí za práva zvířat“
Francione je kritikem tzv. hnutí za práva zvířat. Zdůrazňuje zásadní neporozumění teorii práv zvířat prakticky ve všech organizacích, které se o práva zvířat zasazují svými vlastními způsoby a metodami. Podle Franciona dlouhodobé požadavky některých organizací neodpovídají konceptu práv zvířat. O zbytku organizací, které otevřeně prohlašují, že zvířatům musí být přiznána základní práva a že mnoho praktik bez ohledu na jejich konkrétní podobu by mělo být zrušeno, se domnívá, že mohou být použity jako legitimní a účinný prostředek k dosažení abolicionistických cílů.
Francione také zavedl pojem „nový welfarismus“, jako nové welfaristy označuje ty, kteří tvrdí, že podporují práva zvířat, ale zároveň prosazují zlepšování životních podmínek zvířat jako primární způsob, jak postupně dosáhnout uznání inherentní hodnoty zvířat. Tvrdí, že pro tuto pozici neexistuje žádná faktická podpora, protože nejenže regulace zřídkakdy překročí rámec zacházení se zvířaty jako s ekonomickými komoditami, ale dokonce že domnění, že regulace zlepšila „humánní“ zacházení se zvířaty, může výrazně usnadnit a prohloubit další vykořisťování zvířat tím, že se veřejnost díky tomu bude cítit pohodlněji při konzumaci živočišných produktů.
Ústředním principem Francionovy filozofie je veganství, které považuje za nejdůležitější formu inkrementální změny v rámci abolicionismu. Francione také tvrdí, že hnutí za práva zvířat je logickým rozšířením hnutí za mír a mělo by mít nenásilný přístup. Tvrdí, že abolicionistické/veganské hnutí je radikální a že násilí je zpátečnické.
Ve své knize Rain Without Thunder: The Ideology of the Animal Rights Movement (Déšť bez hromu: Ideologie hnutí za práva zvířat) uvádí pět kritérií, které charakterizují nový welfarismus:
1. Noví welfaristé odmítají etiku, která považuje zvířata za pouhé prostředky k dosahování lidských cílů. Nějakým způsobem jejich pozice zahrnuje z dlouhodobého hlediska zrušení statusu komodity u zvířat a ustanovení jejich subjektivních práv.
2. Věří, že tento dlouhodobý cíl nelze převést do politické praxe.
3. Z (2) vyvozují, že každý požadavek na zlepšení ochrany zvířat je eticky ospravedlnitelný, i když nezpochybňuje, ani neospravedlňuje status komodit mimolidských zvířat. Opatření, zlepšující životní podmínky zvířat jsou podle nich zlepšováním práv zvířat.
4. Domnívají se, že zlepšování životních podmínek zvířat z dlouhodobého hlediska způsobí, že budou uznána práva zvířat.
5. Odmítají obvinění z morální inkonzistence, že regulace využívání zvířat a jeho zrušení si navzájem odporují.

Teoretický původ nového welfarismu Francione spatřuje v díle Petera Singera, který podle něj způsobil svým použitím výrazu „práva zvířat“ zmatek. Singer totiž koncept práv zvířat odmítá. Přední aktivisté, jako je Ingrid Newkirk a Henry Spira, odkazují na Singera a své aktivity formují podle jeho maxim. Přitom oba odmítají pozici Toma Regana, jehož filosofie je považována za klasický deontologický protinávrh k postoji Petera Singera, týkající se práv zvířat. Francione k Singerovi kriticky poznamenává, že praktické kritérium pro rozlišování mezi vykořisťovateli a těmi, kteří osvobozují zvířata podle toho, zda projevují „soucit“ se zvířaty jinými než lidskými, je příliš slabé na to, aby udrželo dělicí čáru. Rozlišení by nebylo možné. Tvrzení, že reformy životních podmínek zvířat někdy vedly k abolicionismu, považuje za prakticky vyvrácené. Pomocí konstruktivního argumentu odmítá skutečnost, že pro teorii abolicionismu nemůže existovat účinná praxe. (viz níže část vlastní přístup)
Jako hlavní rozdíl mezi pozicí Singera a pozicí za práva zvířat cituje Francione poznámky Singera ve druhém vydání Osvobození zvířat. Singer v knize uvádí, že většina zvířat, která se používají k výrobě takzvaného jídla, nemá v zásadě „žádná přání ohledně budoucnosti“, nebo žádnou „duchovní existenci v časovém kontinuu.“ To je irelevantní při hodnocení forem chovů zvířat, které způsobují značnou míru bolesti nebo utrpení. Ale je to rozhodující, pokud chceme hodnotit formy produkce, ve kterých „jsou zvířata rychle a bezbolestně zabita poté, co žila ve volném výběhu, prožila příjemný život v sociálních skupinách, který splňoval jejich přirozené potřeby“. Podle Franciona není Singerův filozofický základ pro odmítnutí (většiny forem) vykořisťování zvířat argumentem pro spravedlnost, ale pouze empirickým hodnocením důsledků akce, která by mohla mít odlišný dopad na ostatní. Tom Regan, aktivista za deontologická práva zvířat, i Reymond G. Frey, který odmítá pozici Singera i Regana, poznamenávají, že Singer ignoruje existenční zájmy lidí zapojených do chovu hospodářských zvířat, například kvůli živobytí. Ty nejsou snadno patrné a může je tak odmítnout jako irelevantní. Singerovo odmítnutí zvířecích továren je v jeho etice mnohem kontroverznější, než jak jej Singer zobrazuje.

## Monotematické kampaně
Francione kritizuje také monotematické kampaně (anglicky single-issue campaigns, kampaně, zaměřující se na jeden konkrétní typ využívání zvířat). Příkladem může být kampaň za zákaz využívání divokých zvířat v cirkusech, za zákaz klecových chovů nebo zákaz využívání lišek na kožešinu. Z těchto kampaní přitom není jasně zřejmé, že samotné využívání zvířat je morálně neakceptovatelné. Tyto kampaně podle něj vytváří dojem, že daný aspekt využívání zvířat je eticky odlišný od ostatních. Kromě toho prý posunování cílů a nejasnosti vytváří dojem, jakoby hnutí mělo tajnou agendu. Mnoho organizací monotematické kampaně využívá, aby mohlo „prodávat“ řešení daných problémů, aniž by zpochybňovalo využívání zvířat jako celek.

Srovnávací protiargumenty, že např. kampaně proti zneužívání dětí neuvádějí, že znásilnění lze ospravedlnit u dospělých, Francione odmítá. Tvrdí, že problémy v kontextu práv zvířat mají odlišnou sociologickou strukturu.
„Když X [např. zneužívání dětí], Y [např. znásilnění] i Z [např. mučení] považovány všechny za morálně nežádoucí, pak rozhodnutí pracovat na odstranění X nevyvolává dojem, že Y a Z morálně přijatelné jsou.
Jenže když jde o práva mimolidských zvířat, analýza dopadá jinak. Většina lidí si myslí, že jíst maso, mléko a využívat další produkty ze zvířat je tak běžné jako pít vodu nebo dýchat vzduch. Když zdůrazňujeme jednu formu využívání zvířat, neodlučně tím vytváříme morální odlišnosti od dalších forem jejich využívání.“
V sociologii má tento pojem mírně odlišný význam: zaměřování se na jeden společenský aspekt emancipace aspekt v izolaci od ostatních, např. zrušení vykořisťování zvířat, aniž by se kritizovaly jiné formy diskriminace.

## Vlastní přístup

### Práva zvířat
Francione zavádí požadavek rovného zacházení jako nezbytný předpoklad pro každou teorii spravedlnosti: Věnuj stejným zájmům stejnou pozornost. Požadavek charakterizuje jako formální, protože je obsahově neutrální. Nelze z něj např. odvodit, zda má být odmítnuto mučení či trest smrti, nebo nikoliv. Pokud má člověk zaujmout postoj, musí uvést pro všechny bytosti, které mají zájmem/zájmy o svůj život (a fyzickou a duševní integritu), srovnatelné a relevantní důvody, kterými provedené opatření legitimizuje. Skutečnost, že i jiná než lidská zvířata mají být morálně považována za subjekty nad rámec stavu neživých bytostí, považuje za převážně akceptovanou a neposkytuje k tomu žádné metaetické odůvodnění.
Dále zavádí po vzoru Henryho Shue koncept základních práv. Dané právo je základním právem, pokud má tu vlastnost, že „jakýkoli pokus o získání jiného práva vzdáním se tohoto základního práva by byl nesmyslný a sebepoškozující, protože by odňal základ druhého práva.“ Z těchto tří výroků (rovné zacházení, subjekt, charakteristika základního práva) odvozuje, že právo nebýt majetkem jiných je základním právem mimolidských zvířat. Každé právo, kterého by se každá bytost, která by byla majetkem dovolávala, by bylo vymáháno zájmy majitele. Pokud by si však bytosti byly rovny v tom smyslu, že mají zájmy na právním majetku, bylo by to v rozporu s požadavkem rovného zacházení. Proto tedy dává smysl odmítnout paradigma komoditního statusu mimolidských zvířat, čímž by byl tento rozpor vyřešen. To vše uzavírá s tím, že požadavek rovného zacházení je aplikovatelný na zvířata a že tedy neexistují žádné relevantní důvody, proč by měly zájmy vlastníků převyšovat zájmy zvířat. Do jaké míry je to přípustné, ilustruje na řadě protiargumentů:
Bere v úvahu dvě „jednoduché“ odůvodňovací struktury, na základě kterých se lze vzdát požadavku rovného zacházení, není-li aplikovatelný.
- Mechanicismus: Pokud bytosti nemají žádné zájmy, požadavek rovného zacházení není uplatnitelný. Mechanicismus by však byl ve zjevném rozporu se skutečností, že mimolidská zvířata mají být považována nad rámec stavu neživých bytostí.
- Evangelikalismus nebo jiné dogma: když Bůh (např. v křesťanském smyslu) dal lidem nadvládu nad nelidmi, stojí to v rozporu s tím, že by lidé měli nakládat s ostatními zvířaty jako sobě rovnými a že by obě skupiny neměly existovat jako majetek jiných. Nicméně pak člověk přijímá Boha za morální autoritu. K tomu se v Bibli nachází protiargumenty. Také je nejasné, zda a jak by bylo možné ospravedlnit etické principy jako je svoboda lidí od otroctví, jelikož jsou v Bibli prezentovány jako morálně nezpochybnitelné.

Nakonec bere v úvahu metaargument o tom, že nějaká vlastnost, nebo určité množství vlastností, které odlišují lidská zvířata od mimolidských, činí princip rovného zacházení neaplikovatelným. Argumentuje tím, že je přinejmenším empiricky nejisté, že by existovaly vlastnosti, které mají všichni lidé, ale nikoli ostatní zvířata: kognitivní etologie by svědčila o opaku (vychází přitom především z práce Donalda Griffina, Antonia Damasio, Marka Bekoffa a Carolyn Ristau). Naopak pokud si vybereme vlastnost, kterou nemají všechna mimolidská zvířata, vždy se najdou lidé, kteří tuto vlastnost také nemají. Jejich postavení v teorii spravedlnosti by pak nebylo slučitelné s konceptem univerzálních a rovnostářských lidských práv. Podle jeho názoru Darwinova teorie a modernější evoluční teorie předpokládají, že rozdíl mezi druhy nikdy nemůže mít kvalitativní povahu, ale pouze určitý stupeň. Vymezení mezi těmi, kteří mají základní práva, a těmi, kteří nemají základní práva, která jsou kvalitativní povahy, tedy nelze odůvodnit na základě hranice druhu. Tato struktura odůvodnění je známá jako argument marginálních případů.

### Postoj k praxi hnutí za práva zvířat
Francionova vize hnutí za práva zvířat je v zásadě decentralizovaný vzdělávací projekt, zaměřený na veganství jako na minimální požadavek (ve smyslu odvratu od jakéhokoli využívání zvířat jako prostředku k dosahování lidských prostředků). Na rozdíl od většiny organizací nepovažuje za vhodné se zaměřovat na odsuzování vykořisťovatelských institucí, protože jejich existenci chápe jako reakci na poptávku po (levných) produktech ze zvířat. Jakákoli kampaň, která neútočí na poptávku, může podle Franciona z dlouhodobého hlediska dosáhnout pouze změny vykořisťovatelů.
V Dešti bez hromu (sedmá kapitola) pojednává o snahách o zrušení komoditního statusu mimolidských zvířat prostřednictvím postupných změn v praxi vykořisťování. Formuluje pro ně nezbytná kritéria, která by zaručila kompatibilitu s abolicionistickým přístupem. Zdůrazňuje však, že tato kritéria jsou pouze začátkem debaty a v mnoha případech jsou nepřesná a nedostatečná. Mezi kritéria patří:
1. Legislativní návrh musí obsahovat zákaz, nikoli pouze regulaci.
2. Zákaz musí ovlivnit podstatnou část institucionálního vykořisťování zvířat.
3. Zákaz musí chránit zájmy zvířat a nesmí vycházet ze zájmů vykořisťovatelů.
4. Zájmy, které mají být chráněny, nesmí být porovnávány se zájmy vykořisťovatelů.
5. To, co bylo zakázáno, nesmí být nahraditelné (nebo alespoň ne snadno) jinou vykořisťovatelskou praxí.[5]

Všechny inkrementální snahy o zrušení vykořisťování zvířat musí být podle Franciona doprovázeny jednoznačným požadavkem na kompletní ukončení komoditního statusu zvířat.